# Tropidophorus noggei
Tropidophorus noggei — вид сцинкоподібних ящірок родини сцинкових (Scincidae). Ендемік В'єтнаму.

## Поширення і екологія
Tropidophorus noggei мешкають в провінції Куангбінь в центральному В'єтнамі, зокрема в Національному парку Фонг-Ня-Ке-Банг. Вони живуть у вологих тропічних лісах, в карстових тріщинах серед вапнякових скель. Живляться комахами і багатоніжками. 